# Prigionieri dell'Antartide
Prigionieri dell'Antartide (The Land Unknown) è un film del 1957 di fantascienza, diretto da Virgil W. Vogel.

## Trama
Un gruppo della Marina militare degli Stati Uniti d'America finisce in una giungla in Antartide.
Nella giungla ci sono un Tyrannosaurus rex, un Elasmosaurus, uno Stegosaurus, pterodattili, piante carnivore giganti e un mammifero poi mangiato da una pianta carnivora (identificato come un Tarsio ma in realtà è un Potto).
Sull'isola trovano un sopravvissuto di una spedizione aerea del 1947: Carl Hunter, che si è adattato alla vita nella giungla.

## Dinosauri presenti
- Tyrannosaurus rex
- Elasmosaurus
- Stegosaurus (interpretato da un varano)
- pterodattili